# Vaubecourt
Vaubecourt – miejscowość i gmina we Francji, w regionie Grand Est, w departamencie Moza.
Według danych na rok 1990 gminę zamieszkiwało 248 osób, a gęstość zaludnienia wynosiła 11 osób/km² (wśród 2335 gmin Lotaryngii Vaubecourt plasuje się na 799. miejscu pod względem liczby ludności, natomiast pod względem powierzchni na miejscu 133.).